# Зульцгайм (Рейнланд-Пфальц)
Зульцгайм (нім. Sulzheim) — громада в Німеччині, розташована в землі Рейнланд-Пфальц. Входить до складу району Альцай-Вормс. Складова частина об'єднання громад Веррштадт.
Площа — 6,07 км2. Населення становить 1189 ос. (станом на 31 грудня 2020).

## Галерея

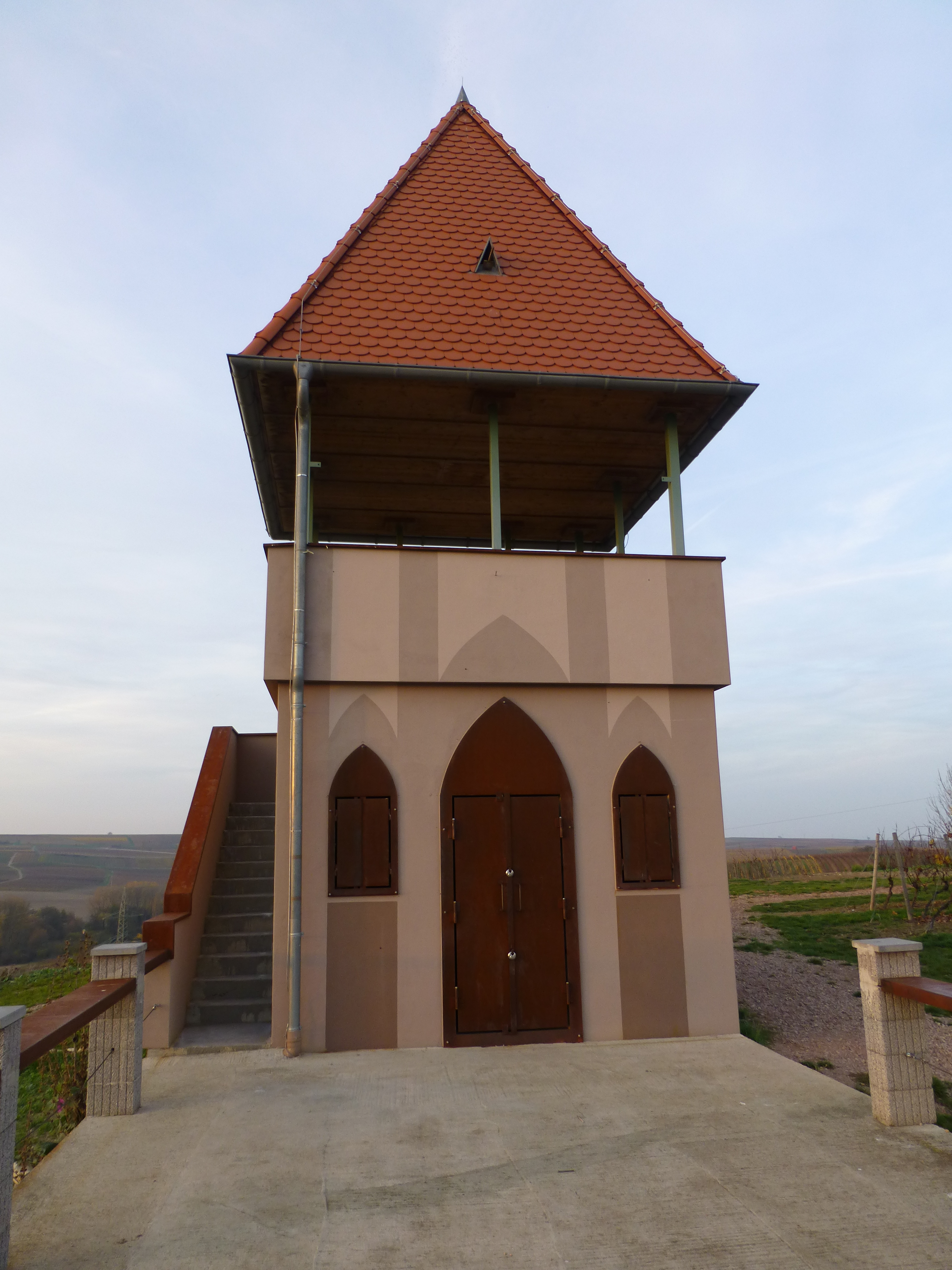